# Okręg wyborczy nr 101 do Sejmu Polskiej Rzeczypospolitej Ludowej (1989–1991)
Okręg wyborczy nr 101 do Sejmu Polskiej Rzeczypospolitej Ludowej (1989–1991) obejmował Świdnicę oraz gminy Bardo, Bielawa, Ciepłowody, Dzierżoniów, Dzierżoniów (gmina wiejska), Jaworzyna Śląska, Kamieniec Ząbkowicki, Marcinowice, Niemcza, Pieszyce, Piława Górna, Przeworno, Stoszowice, Strzegom, Świdnica (gmina wiejska), Świebodzice, Ząbkowice Śląskie, Ziębice, Złoty Stok i Żarów (województwo wałbrzyskie). W ówczesnym kształcie został utworzony w 1989. Wybieranych było w nim 4 posłów w systemie większościowym.
Siedzibą okręgowej komisji wyborczej była Świdnica.

## Wybory parlamentarne 1989

### Mandat nr 392 –Polska Zjednoczona Partia Robotnicza
| Kandydat | I tura | I tura | II tura | II tura |
| Kandydat | Głosów | %      | Głosów  | %       |
| --- | ------ | ------ | ------- | ------- |
| Maria Korenkiewicz                                                                                             | 43 606 | 30,47  | 18 952  | 34,52   |
| Roman Norbert                                                                                                  | 29 493 | 20,61  | 26 444  | 48,17   |
| Liczba głosów ważnych: 143 102 (I tura) • 54 898 (II tura) Źródło: Państwowa Komisja Wyborcza I tura i II tura |        |        |         |         |

### Mandat nr 393 –Stronnictwo Demokratyczne
| Kandydat | I tura | I tura | II tura | II tura |
| Kandydat | Głosów | %      | Głosów  | %       |
| --- | ------ | ------ | ------- | ------- |
| Anna Dynowska                                                                                                  | 32 461 | 23,61  | 24 890  | 45,62   |
| Edward Czerniec                                                                                                | 24 328 | 17,69  | 24 139  | 44,24   |
| Kazimierz Wszoła                                                                                               | 16 210 | 11,79  | —       | —       |
| Liczba głosów ważnych: 137 508 (I tura) • 54 559 (II tura) Źródło: Państwowa Komisja Wyborcza I tura i II tura |        |        |         |         |

### Mandat nr 394 – bezpartyjny
| Kandydat                                                          | Głosów  | %     |
| ----------------------------------------------------------------- | ------- | ----- |
| Marian Kowal                                                      | 109 920 | 77,47 |
| Tadeusz Roczniak                                                  | 17 534  | 12,36 |
| Karol Kajtoch                                                     | 8491    | 5,98  |
| Liczba głosów ważnych: 141 894 Źródło: Państwowa Komisja Wyborcza |         |       |

### Mandat nr 395 – bezpartyjny
| Kandydat                                                          | Głosów  | %     |
| ----------------------------------------------------------------- | ------- | ----- |
| Jan Lityński                                                      | 105 769 | 74,53 |
| Halina Liguzińska-Biernat                                         | 17 058  | 12,02 |
| Marek Nowakowski                                                  | 13 713  | 9,66  |
| Liczba głosów ważnych: 141 913 Źródło: Państwowa Komisja Wyborcza |         |       |